# Акимовка (Солонянский район)
Аки́мовка (укр. Якимівка) — село,
Проминьский сельский совет,
Солонянский район,
Днепропетровская область,
Украина.
Код КОАТУУ — 1225086210. Население по переписи 2001 года составляло 183 человека .

## Географическое положение
Село Акимовка находится на одном из истоков реки Грушевка,
ниже по течению на расстоянии в 1,5 км расположено село Голубиновка.
Река в этом месте пересыхает, на ней сделано несколько запруд.